# Raúl Inostroza
Raúl Inostroza Donoso (Santiago, 10 de septiembre de 1921-1 de agosto de 1975) fue un atleta chileno, especialista en carreras de media y larga distancia. Ganó la Carrera Internacional de San Silvestre de São Paulo en 1948, y participó en los Juegos Olímpicos de Helsinki 1952.

## Biografía
Sus padres lo abandonaron cuando era un recién nacido, por lo que estuvo a cargo durante sus primeros años de unas tías que vivían a las orillas del río Mapocho. Comenzó a trabajar como suplementero a los siete años, e ingresó al Club Deportivo Suplementeros, donde comenzó a practicar atletismo.

## Palmarés internacional
| Campeonato Sudamericano | Campeonato Sudamericano  | Campeonato Sudamericano | Campeonato Sudamericano |
| Año                     | Lugar                    | Medalla                 | Prueba                  |
| ----------------------- | ------------------------ | ----------------------- | ----------------------- |
| 1941                    | Buenos Aires (Argentina) | Medalla de bronce       | 5000 m                  |
| 1941                    | Buenos Aires (Argentina) | Medalla de plata        | Campo a través          |
| 1943                    | Santiago (Chile)         | Medalla de oro          | 3000 m                  |
| 1943                    | Santiago (Chile)         | Medalla de oro          | 5000 m                  |
| 1943                    | Santiago (Chile)         | Medalla de oro          | Campo a través          |
| 1945                    | Montevideo (Uruguay)     | Medalla de plata        | 3000 m                  |
| 1945                    | Montevideo (Uruguay)     | Medalla de plata        | 5000 m                  |
| 1947                    | Río de Janeiro (Brasil)  | Medalla de bronce       | 1500 m                  |
| 1947                    | Río de Janeiro (Brasil)  | Medalla de plata        | 3000 m                  |
| 1947                    | Río de Janeiro (Brasil)  | Medalla de oro          | 5000 m                  |
| 1949                    | Lima (Perú)              | Medalla de oro          | 3000 m                  |
| 1949                    | Lima (Perú)              | Medalla de bronce       | 5000 m                  |
| 1952                    | Buenos Aires (Argentina) | Medalla de oro          | 5000 m                  |
| 1952                    | Buenos Aires (Argentina) | Medalla de plata        | 10 000 m                |